# طيات مهبلية

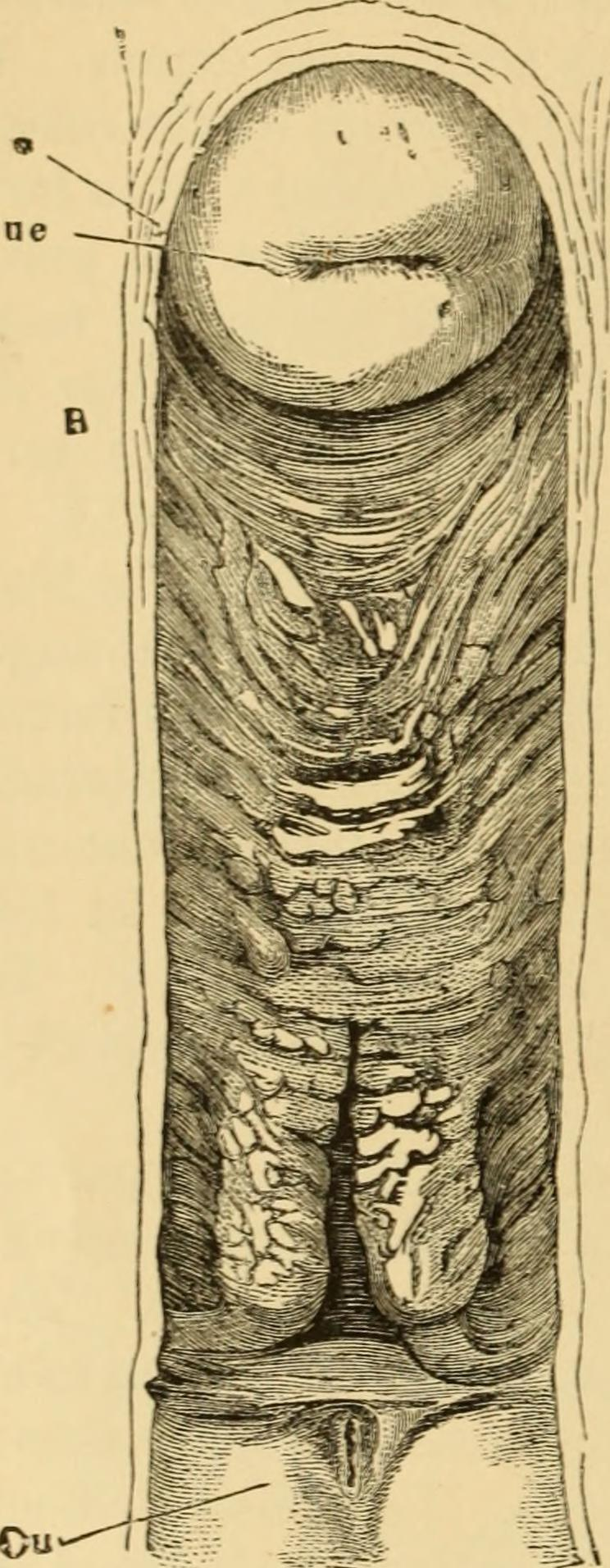
وضحت الطيات المهبلية في هذه الصورة الطبية التي تعود إلى عام 1891

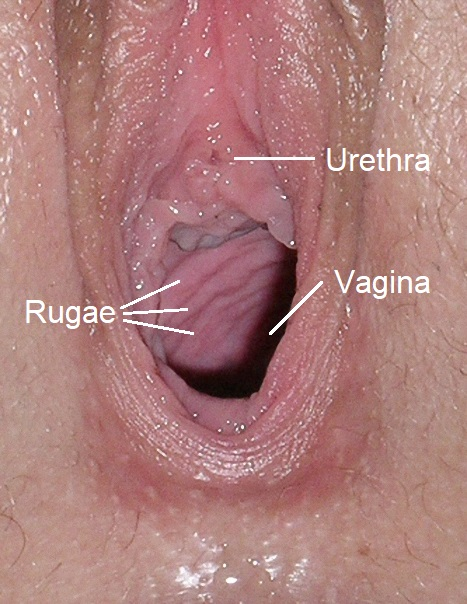
المهبل العذراء (غير البكر)

طيات مهبلية هي تراكيب المهبل، وتكون عبارة عن نتوءات عرضية تتكون من الأنسجة الداعمة، والأنسجة الظهارة المهبلية في الإناث، يمكن أن تتسبب بعض الحالات في اختفاء الطيات المهبلية، وعادةً ما ترتبط بالولادة وهبوط الرحم، وتساهم الطيات في مرونة، وليونة المهبل، وقدرته على التمدد والعودة إلى حالته السابقة، لا تسمح هذه التراكيب فقط بالتمدد وزيادة مساحة سطح الأنسجة الظهارة المهبلية، بل توفر المساحة اللازمة للميكروبات المهبلية، ويُدعم كل من شكل وتركيب الطيات بواسطة الصفيحة المخصوصة للمهبل والطيات الأمامية والخلفية.
الطيات العمودية الأمامية والخلفية: هي التراكيب العرضية المهبلية الداعمة التي توجد بينها الطيات المستعرض، عادةً ما يشكل المقطع العرضي للمهبل شكلاً يشبه الحرف "H" باللغة الإنجليزية؛ بسبب هذه التراكيب.
تختفي الطيات المهبلي عند أولئك الذين يعانون من نقص هرمون الاستروجين، وعند النساء الأكبر سناً، يمكن أن تختفي الطيات مع تدلي جدار المهبل الأمامي والذي يمكن أن يحدث عندما تتضرر الدعامات الموجودة بين المهبل والمثانة، والذي يسبب انتفاخ المثانة في تجويف المهبل، ويشمل الفحص الذاتي المهبلي تخيل وجود الطيات المهبلية، وقد حدد علماء التشريح الطيات المهبلية منذ عام 1824.

## تطوير
يتغير مظهر وجود الطيات المهبلية على مدى عمر الإناث، ويرتبط بالدورات الهرمونية، والإستروجين، والولادة، والبلوغ، وسن اليأس، أثناء الفحص النسائي للفتيات ما قبل المراهقة يمكن رؤية الطيات، تتغير الطيات المهبلية بعد سن اليأس، فعند بعض النساء الأكبر سناً توجد الطيات، ولكن تصبح مسطحة ويصعب رؤيتها، وفي حالات أخرى تميل الطيات إلى الاختفاء.

## اعتبارات سريرية
وقد تتواجد تراكيب أخرى على جدار المهبل على الرغم من أنه يمكن تمييزها في معظم الأحيان عن الطيات المهبلية، ويمكن أن تكون الكيسات المهبلية بروزات صغيرة في المهبل وقد يشعر بها الطبيب أو يلمسها، وقد تظهر الكيسات المهبلية على شكل نتوءات صغيرة، ومن الممكن أن تتطور بعد الولادة، وقد تكون التراكيب أو البروزات الصغيرة الأخرى عبارة عن كيسات قناة جارتنر، وحويصلات من نسيج بطانة الرحم، وأورام حميدة، يمكن لهذه البنيات الكيسية طمس الطيات، وتعد دليلاً على وجودها، وقد يكون عدم وجود الطيات المهبلية في المهبل الطبيعي للمرأة السليمة مؤشراً على تدلّي المثانة (فتق مثاني) أو فتق المستقيم، القيلة المعوية، أو انتفاخ الأمعاء في المهبل الذي يمكن أن يتسبب أيضاً في اختفاء الطيات المهبلية، ويمكن أن يكون عدم وجود الطيات المهبلية أيضاً مؤشراً على هبوط الرحم، وتختفي الطيات المهبلية عند المصابين بنقص هرمون الاستوجين.

## ولادة
يمكن أن تختفي الطيات المهبلية خلال المرحلة الثانية من المخاض، بعد الولادة المهبلية لا يمكن رؤية الطيات المهبلية وتكون جدران المهبل ملساء، بحلول الأسبوع الثالث بعد الولادة يصبح المهبل أصغر كثيراً وتبدأ الطيات في التكون على جدران المهبل، وبعد ستة أسابيع من الولادة تعود الطيات إلى الحجم نفسه الذي كانت عليه قبل الولادة، يتناقص عدد الطيات بعد الولادة، وفي النساء اللواتي لم يلدن تكون الطيات المهبلية أكثر بروزاً من أولئك الذين أنجبوا عدة مرات.